# Пожари на депонијама
Пожар на депонији настаје када се отпадне материје које се одлажу на депонију запале и шире. 

## Врсте
Постоје две врсте – површински и дубоки пожари, први се обично јављају у неразвијеним земљама које немају капацитет да правилно покрију отпад инертним дневним и средњим покривачем. Модерни примери таквих пожара су депоније Деноар и Газипур у Индији, Cerro Patacon у Панами и New Providence на Бахамима.
Депоније које не покривају свој отпад дневним покривачем узрокују продор ваздуха који обезбеђује кисеоник неопходан за повећану декомпозицију биолошке активности које ствара значајну топлоту и може изазвати спонтано сагоревање материјала на депонијама. Ако се не контролишу, пожари са спонтаним сагоревањем посебно имају тенденцију да сагоревају дубље у отпадној маси што доводи до дубоких пожара. У Сједињеним Америчким Државама 40% пожара на депонијама се приписује паљевини.
Посебно су опасни јер могу изазвати испарења од сагоревања широког спектра материјала који се налазе на депонији. Кључни параметри који изазивају забринутост су угљен моноксид, водоник-сулфид и испарљиве органске материје. Производња диоксина и фурана је, такође, документовани фактор ризика.
Пожаре на подземним депонијама је, за разлику од типичног пожара, тешко угасити водом осим ако се не изврши ремонт. Они су слични јамским пожарима и тресетима. Контрола продора кисеоника је најбољи метод за спречавање и борбу против пожара на подземним депонијама јер тако ватрогасни тим може бити сигуран да су сви путеви за улазак ваздуха ефикасно блокирани. 

## Значајни пожари на депонијама
- 26. јануара 1998. у Ма'алаеи, 4,6—6,1 m под земљом – верује се да је угашен за неколико недеља убризгавањем више од 1000 фунти течног угљен-диоксида који је тињао четири месеца.[4]
- Пожар на подземној депонији који је откривен у децембру 1996. године у Данбурију је изазвао јак мирис попут покварених јаја због високе концентрације водоник-сулфида. Трајао је недељама и град је био приморан да инсталира систем за опоравак гаса чија је цена премашила милион долара.[2]
- Почетком новембра 1999. на депонији Delta Shake and Shingle Landfill у Северној Делти – ватра је била 20—30 m дубока, градоначелник је 27. новембра прогласио локално ванредно стање, а гашење пожара је трајало нешто више од два месеца и коштало је више од четири милиона канадских долара.[5]
- 2. септембра 2007. велики пожар на регионалној депонији у Фредериктону је приморао становнике да остану у затвореном због страха да би дим могао бити токсичан.[6]
- Републичке службе су 23. децембра 2010. пријавиле повишене температуре екстракције гаса на депонији West Lake.[7] Процењује се да је ватра била удаљена отприлике 1000 стопа од радиоактивног отпада који је илегално бачен на депонију 1973. године.[8]